# MRAP2
MRAP2 (англ. Melanocortin 2 receptor accessory protein 2) – білок, який кодується однойменним геном, розташованим у людей на короткому плечі 6-ї хромосоми. Довжина поліпептидного ланцюга білка становить 205 амінокислот, а молекулярна маса — 23 548.
| 10         |  | 20         |  | 30         |  | 40         |  | 50         |
| ---------- |  | ---------- |  | ---------- |  | ---------- |  | ---------- |
| MSAQRLISNR |  | TSQQSASNSD |  | YTWEYEYYEI |  | GPVSFEGLKA |  | HKYSIVIGFW |
| VGLAVFVIFM |  | FFVLTLLTKT |  | GAPHQDNAES |  | SEKRFRMNSF |  | VSDFGRPLEP |
| DKVFSRQGNE |  | ESRSLFHCYI |  | NEVERLDRAK |  | ACHQTTALDS |  | DVQLQEAIRS |
| SGQPEEELNR |  | LMKFDIPNFV |  | NTDQNYFGED |  | DLLISEPPIV |  | LETKPLSQTS |
| HKDLD      |  |            |  |            |  |            |  |            |

A: Аланін

C: Цистеїн

D: Аспарагінова кислота

E: Глутамінова кислота

F: Фенілаланін

G: Гліцин

H: Гістидин

I: Ізолейцин

K: Лізин

L: Лейцин

M: Метіонін

N: Аспарагін

P: Пролін

Q: Глутамін

R: Аргінін

S: Серин

T: Треонін

V: Валін

W: Триптофан

Кодований геном білок за функцією належить до фосфопротеїнів. 
Локалізований у клітинній мембрані, мембрані, ендоплазматичному ретикулумі.